# لارس أريكسون (لاعب هوكي جليد)
لارس أريكسون هو لاعب هوكي جليد سويدي، ولد في 16 أبريل 1961 في السويد.

## وصلات خارجية
- لارس أريكسون على موقع دوري الهوكي الوطني (الإنجليزية)
- لارس أريكسون على موقع EliteProspects.com (الإنجليزية)
- لارس أريكسون على موقع HockeyDB.com (الإنجليزية)